# Namizni tenis na Poletnih olimpijskih igrah 2008
Namizni tenis na Poletnih olimpijskih igrah 2008. Tekmovanja so potekala posamično ter v konkurenci ekip za moške in ženske.

## Dobitniki medalj
| Kategorija       | Zlato                                        | Srebro                                                  | Bron                                                      |
| Moški posamično  | Ma Lin (CHN)                                 | Wang Hao (CHN)                                          | Wang Liqin (CHN)                                          |
| Moško ekipno     | Kitajska · Ma Lin · Wang Hao · Wang Liqin    | Nemčija · Timo Boll · Dmitrij Ovtcharov · Christian Süß | Južna Koreja · O Sang-Eun · Yu Seung-Min · Yoon Jae-Young |
| Ženske posamično | Zhang Yining (CHN)                           | Wang Nan (CHN)                                          | Guo Yue (CHN)                                             |
| Žensko ekipno    | Kitajska · Zhang Yining · Wang Nan · Guo Yue | Singapur · Feng Tian Wei · Li Jia Wei · Wang Jue Gu     | Južna Koreja · Dang Ye-Seo · Kim Gyeong-A · Park Mi-Yeong |

## Medalje po državah
| Poz    | Država       | Zlato | Srebro | Bron | Skupaj |
| 1      | Kitajska     | 4     | 2      | 2    | 8      |
| 2      | Nemčija      | 0     | 1      | 0    | 1      |
| 2      | Singapur     | 0     | 1      | 0    | 1      |
| 3      | Južna Koreja | 0     | 0      | 2    | 2      |
| Skupaj | Skupaj       | 4     | 4      | 4    | 12     |

## Vir
- Izidi na sports-reference.com Arhivirano 2009-03-07 na Wayback Machine.